# Lubomír Pána
Lubomír Pána (* 7. března 1951 Hranice) je český pedagog a politik, v letech 2012 až 2016 rektor Vysoké školy evropských a regionálních studií.

## Život
Narodil se v březnu 1951 v Hranicích. Po sametové revoluci se v únoru 1990 stal místopředsedou Krajského národního výboru Jihočeského kraje.
Je absolventem doktorského studia politologie na Fakultě mezinárodních vztahů Vysoké školy ekonomické. Magisterský titul získal v oboru pedagogika, čestný doktorát mu byl udělen na Národní univerzitě v Kremenčuku. V roce 2016 neúspěšně kandidoval na funkci rektora Jihočeské univerzity. Na začátku téhož roku ještě působil jako rektor Vysoké školy evropských a regionálních studií, kterou sám v roce 2003 zakládal. V průběhu roku 2016 byl však z vedení vysoké školy odvolán a k roku 2018 již na škole nepůsobil ani jako zaměstnanec.
Žije v Českých Budějovicích. Má celkem pět dětí, z toho čtyři dcery. Je držitelem řady různých ocenění.

### Politické působení
V senátních volbách v roce 2018 kandidoval jako člen hnutí SPD v senátním obvodu č. 14 – České Budějovice. Získal 7,42 % hlasů, skončil na čtvrtém místě a do druhého kola voleb tak nepostoupil.
V senátních volbách v roce 2020 kandidoval jako člen hnutí SPD v senátním obvodu č. 15 – Pelhřimov. Se ziskem 6,9 % hlasů skončil na posledním šestém místě a do druhého kola voleb tak podobně jako o dva roky dříve nepostoupil. Souběžně kandidoval na 14. místě kandidátní listiny SPD v krajských volbách 2020 v Jihočeském kraji, ale rovněž nebyl zvolen.
V roce 2023 uvedl, že rok 2022 považuje za vůbec nejhorší od sametové revoluce, kritizoval privatizaci, údajnou absenci znalostí u mladých lidí či neziskové organizace, které mají být financovány Georgem Sorosem.
V krajských volbách v roce 2024 kandidoval jako nestraník na 4. místě kandidátní listiny koalice STAČILO! (tj. KSČM, ČSNS, SD-SN a ČSSD) v Jihočeském kraji, ale nebyl zvolen. Stal se nicméně prvním náhradníkem.

## Publikace (výběr)
- Komenského teologická politika (2011)
- Systémové aspekty veřejné správy (2011)
- Sociologie politiky - minulost, současnost, budoucnost (k teorii, dějinám a problémům) (2012)[15]